# Radětice, Tábor
Radětice là một làng thuộc huyện Tábor, vùng Jihočeský, Cộng hòa Séc.